# Zoophthora tachypori
Zoophthora tachypori är en svampart som beskrevs av Balazy 1993. Zoophthora tachypori ingår i släktet Zoophthora och familjen Entomophthoraceae.   Inga underarter finns listade i Catalogue of Life.